# دي جي كاين
دي جي كاين (بالإنجليزية: DJ Kane)‏ هو منتج أسطوانات ومغن مؤلف ومغني أمريكي، ولد في 8 يونيو 1975 في هيوستن في الولايات المتحدة.

## وصلات خارجية
- دي جي كاين على موقع ميوزك برينز (الإنجليزية)
- دي جي كاين على موقع أول ميوزيك (الإنجليزية)
- دي جي كاين على موقع ديسكوغز (الإنجليزية)